# Lasiambia brevibucca
Lasiambia brevibucca är en tvåvingeart som först beskrevs av Oswald Duda 1933.  Lasiambia brevibucca ingår i släktet Lasiambia, och familjen fritflugor. Arten är reproducerande i Sverige.